# جمعية أدب الأطفال الفصلية
 جمعية أدب الأطفال الفصلية هي مجلة أكاديمية فصلية تأسست في عام 1975. تم نشرها من قِبل مطبعة جامعة جونز هوبكينز. تعمل المجلة على ترويج منهج علمي لدراسة أدب الأطفال من خلال طباعة المقالات، بالإضافة إلى مراجعات الكتب. رئيس التحرير هو كاثرين كابشو سميث (جامعة كونيتيكت).